# Каменний Ключ (присілок, Прокоп'євський округ)
Ка́менний Ключ (рос. Каменный Ключ) — присілок у складі Прокоп'євського округу Кемеровської області, Росія.

## Населення
Населення — 91 особа (2010; 136 у 2002).
Національний склад (станом на 2002 рік):
- росіяни — 68 %